# カラケロン島
カラケロン島（Karakelong）はインドネシア中北部のタラウド諸島最大の島。スラウェシ島北東300km強の位置に存在する。南西にサリバブ島が存在する。
面積は846km2であり、南北に長い。北スラウェシ州のタラウド諸島県に属しており、中部西岸のベオ（Beo）が島内最大の村落である。